# Oberea semifusca
Oberea semifusca là một loài bọ cánh cứng trong họ Cerambycidae.